# Пеле
Э́дсон Ара́нтис ду Насиме́нту (порт.-браз. Edson Arantes do Nascimento [ˈɛtsõ (w) ɐˈɾɐ̃tʃiz du nɐsiˈmẽtu]; 23 октября 1940, Трес-Корасойнс, Минас-Жерайс — 29 декабря 2022, Морумби, Сан-Паулу), более известный как Пеле́ (порт. Pelé [pe’lɛ]) — бразильский футболист, нападающий (атакующий полузащитник). Играл за клубы «Сантос» и «Нью-Йорк Космос». Провёл 92 матча и забил 77 голов в составе сборной Бразилии. Считается одним из лучших футболистов в истории.
Пеле — единственный футболист в истории, три раза становившийся чемпионом мира как игрок (в 1958, 1962 и 1970 годах). Участник четырёх чемпионатов мира. Лучший игрок чемпионата мира 1970. Лучший молодой игрок чемпионата мира 1958. Футболист года в Южной Америке 1973 года. Дважды член символических сборных чемпионатов мира. Двукратный обладатель Межконтинентального кубка и Кубка Либертадорес, победитель Суперкубка межконтинентальных чемпионов, десятикратный чемпион штата Сан-Паулу, четырёхкратный победитель турнира Рио — Сан-Паулу в составе «Сантоса».
Лучший футболист XX века по версии футбольной Комиссии ФИФА; по голосованию на официальном сайте организации Пеле — второй футболист в XX веке. Является лучшим спортсменом XX века по версии Международного олимпийского комитета.
По опросу МФФИИС занимает первое место среди лучших футболистов мира XX века. Занимает первое место среди лучших игроков XX века по версии журналов World Soccer, France Football, Guerin Sportivo. Занимает первое место среди лучших игроков за всю историю футбола по версии Placar. Занимает второе место в истории чемпионатов мира по версии газеты The Times. Входит в ФИФА 100.
Член символической сборной лучших игроков в истории чемпионатов мира по версии ФИФА. Член символической сборной лучших игроков в истории Южной Америки. Является одним из 100 наиболее влиятельных людей мира по версии журнала Time. Награждён Золотой медалью Бразилии за выдающиеся достижения в спорте.
В 1995—1998 годах занимал должность министра спорта Бразилии.

## Биография

### Ранние годы
Эдсон Арантис ду Насименту родился 23 октября 1940 года в бедной семье в Трес-Корасойнс — небольшом городке бразильского штата Минас-Жерайс. Был старшим из двух братьев и сестёр. Отец, Жуан Рамос ду Насименту, известный как Дондиньо, сам в прошлом футболист, стал первым учителем Эдсона и передал ему некоторые секреты спортивного мастерства. Мать зовут Селеста Арантис. Он был назван в честь американского изобретателя Томаса Эдисона. Его родители решили убрать «и» и назвать его «Эдсон», но в свидетельстве о рождении была ошибка, в результате чего во многих документах было указано его имя «Эдисон», а не «Эдсон». В семье его первоначально называли «Дико». В школьные годы ему дали прозвище «Пеле» в честь его любимого игрока, местного вратаря «Васко да Гамы» Биле. В автобиографии Пеле заявил, что он и его старые друзья понятия не имели, что означает это имя, не имеющее известного значения в португальском языке.
В 7 лет Эдсон начал выступать за местную детскую команду, где отличался очень зрелищной и результативной игрой в атаке. Одно время команду тренировал бывший игрок сборной Бразилии Валдемар де Брито, что во многом предопределило дальнейшую судьбу Пеле. Наставник организовал ему просмотр в клубе «Сантос» (штат Сан-Паулу). И вскоре 15-летний Пеле вошёл в состав клуба, впоследствии ставшего всемирно известным.
Пеле вырос в бедности в Бауру в штате Сан-Паулу. Подрабатывал официантом в чайных магазинах. Наученный играть отцом, он не мог позволить себе нормальный тренировочный процесс и обычно играл либо с носком, набитым газетой и перевязанным ниткой, либо с грейпфрутом. В молодости он играл за несколько любительских команд, в том числе Sete de Setembro, Canto do Rio, São Paulinho и Amériquinha. Пеле смог вывести юношеский спортивный клуб Бауру (тренируемый Вальдемаром де Брито) в два молодёжных чемпионата штата Сан-Паулу. Подростком он играл за футбольную команду под названием Radium. Когда Пеле начал играть в футбол в закрытых помещениях, он стал популярным в Бауру. Он принимал участие в первом в регионе соревновании по мини-футболу Futebol de Salão. Пеле и его команда выиграли первый чемпионат и несколько других чемпионатов.
По словам Пеле, мини-футбол представлял сложность: мини-футбол был намного быстрее, чем футбол на траве, и игроки должны были думать быстрее, потому что все находятся рядом на поле. Мини-футбол также позволил ему играть со взрослыми, когда ему было около 14 лет. В одном из турниров, в которых он участвовал, его изначально считали слишком молодым, чтобы играть, но в итоге он стал лучшим бомбардиром с четырнадцатью или пятнадцатью голами. «Это придало мне уверенности, — сказал Пеле, — тогда я знал, что не стоит бояться того, что может произойти».

### Профессиональная карьера

#### «Сантос» и сборная Бразилии
В 1956 году Брито привёл Пеле на просмотр в «Сантос», сказав администрации клуба, что «этот мальчик станет лучшим футболистом планеты». Пеле произвёл впечатление на тренера «Сантоса» Луиса Алонсо Переса и подписал контракт с клубом в июне 1956 года. В сентябре 1956 года, то есть когда Пеле ещё не исполнилось и 16 лет, он впервые вышел на поле в официальном матче клуба (против «Коринтианса») — и забил гол. Через 10 месяцев после подписания контракта его вызвали в сборную Бразилии.

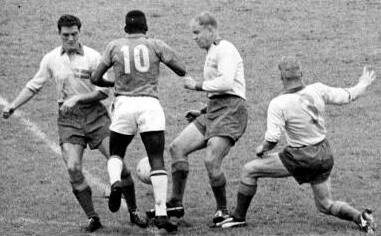
1958 год

Дебют Пеле в национальной сборной — на чемпионате мира 1958 в Швеции — оказался не менее впечатляющим, чем первые выступления за «Сантос», хотя на соревнования юноша приехал, будучи не совсем здоров. В игре против сборной СССР новичок вышел в стартовом составе команды. В четвертьфинальном матче против Уэльса забил решающий гол. В полуфинальном поединке с командой Франции сделал хет-трик, а в финале забил два мяча в ворота хозяев турнира. 17-летний Пеле получил единодушное признание со стороны специалистов, зрителей, соперников и стал самым молодым чемпионом в истории мировых первенств. После чемпионата мира 1962 года, на котором бразильцы стали победителями, контракт с Пеле хотели подписать «Реал», «Ювентус» и «Манчестер Юнайтед». Однако годом ранее правительство Бразилии объявило футболиста «национальным достоянием Бразилии», что усложняло возможный отъезд Пеле для игры за рубежом.
На чемпионатах мира 1962 и 1966 годов он не смог полностью проявить себя на поле из-за травм. Четвёртый, финальный, в спортивной биографии Пеле чемпионат мира 1970 года стал триумфальным — лично для него, и для всей команды, состав которой на этом чемпионате многие эксперты считают сильнейшим за всю историю сборной Бразилии. Бразильские футболисты, в третий раз выигравшие приз Жюля Риме, получили право навечно оставить его у себя, а Пеле после победы сборной в Мексике стал единственным в истории трижды чемпионом мира по футболу. Символично, что именно Пеле забил в Мексике сотый гол бразильской сборной за все время её участия в финальных турнирах чемпионатов мира. Сам он сыграл на этих турнирах 14 матчей и забил 12 голов. В общей сложности в выступлениях за сборную (92 матча) он провёл в ворота соперников 77 мячей. При этом он ни разу не выводил команду на поле с капитанской повязкой.
Первый титул с «Сантосом» Пеле завоевал в 1958 году, выиграв чемпионат штата. Закончил турнир в статусе лучшего бомбардира с 58 голами (что до сих пор является рекордом). В 1959 году выиграл Турнир Рио — Сан-Паулу. В 1960 году Пеле забил 33 гола и вновь выиграл чемпионат. В том же году команда завоевала Кубок Бразилии (Пеле стал лучшим бомбардиром турнира с 9 голами), что позволило ей выступать в Кубке Либертадорес.

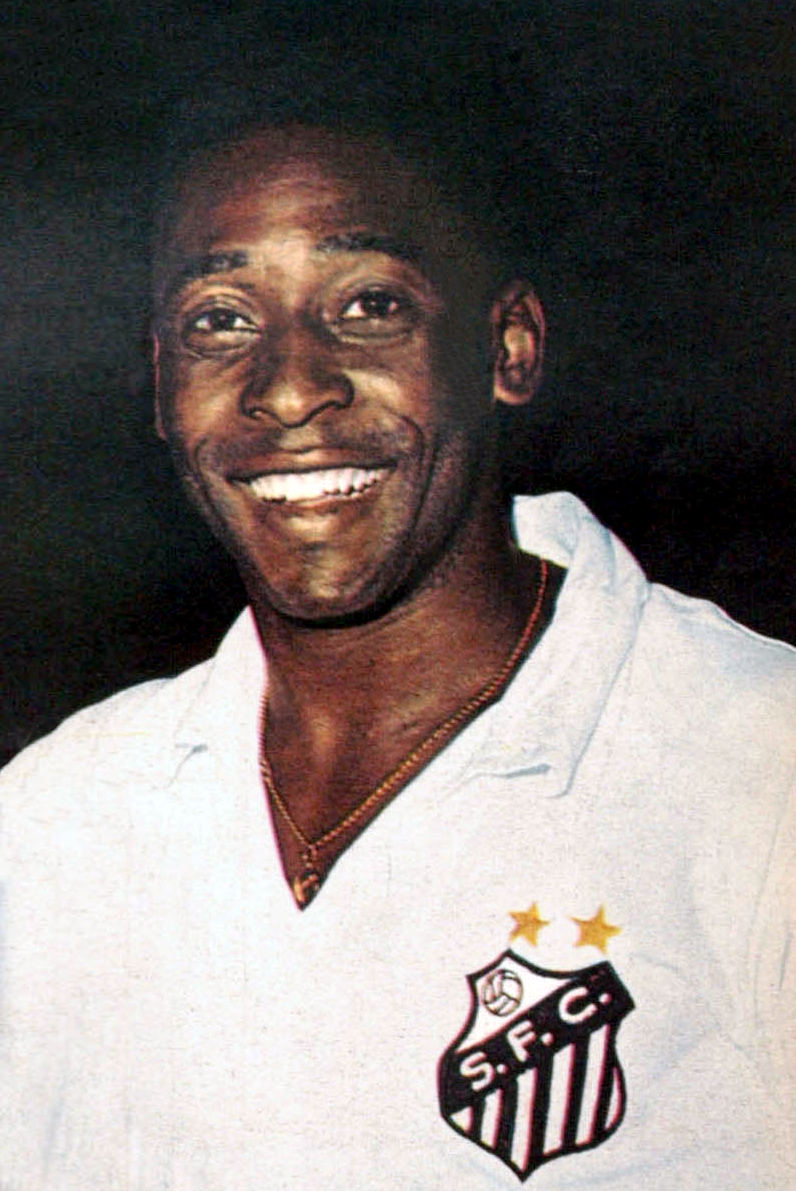
Пеле в 1965 году

В 1962 году начались первые международные успехи «Сантоса». В Кубке Либертадорес 1962 «рыбы» попали в группу с парагвайским «Серро Портеньо» и перуанским «Депортиво Мунисипаль», выиграл все матчи, кроме домашней ничьей против «Серро». В полуфинале команда переиграла чилийский «Универсидад Католика». В финале и плей-офф «Сантос» одолел уругвайский «Пеньяроль» и стал обладателем Кубка Либертадорес. Как чемпион Южной Америки бразильская команда приняла участие в Межконтинентальном кубке против «Бенфики». В первом матче «рыбы» обыграли «орлов» со счётом 3:2 (Пеле забил дважды), а во втором «сантастико» с тремя голами Пеле разгромили соперника 5:2.
Как победитель прошлого Кубка Либертадорес «Сантос» автоматически квалифицировался в полуфинал турнира следующего года. В первом матче против «Ботафого» Пеле помог команде сыграть вничью 1:1. А во второй игре на «Маракане» «Сантос» разгромил соперника 0:4, Пеле отметился тремя голами. В первом матче финала против «Боки Хуниорс» «рыбы» победили 3:2, во второй игре (в которой Пеле отметился голом на 82-й минуте) «Сантос» также выиграл и второй раз подряд стал победителем турнира. В чемпионате штата того года команда заняла 3-е место, но выиграла Турнир Рио — Сан-Паулу, Кубок Бразилии и Межконтинентальный кубок (обыграв «Милан»), а Пеле стал лучшим бомбардиром этих турниров.
В Кубке Либертадорес 1964 «Сантос» опять автоматически квалифицировался в полуфинал, но уступил аргентинскому «Индепендьенте», будущему чемпиону. В течение следующих лет «сантастико» шесть раз выигрывали чемпионат штата Сан-Паулу, три раза — Турнир Рио — Сан-Паулу и три раза — Кубок Бразилии (ныне приравнен к чемпионату страны).
Всего за «Сантос» Пеле провёл 1116 матчей, в которых забил 1091 гол.

#### «Нью-Йорк Космос»
Закончив выступления за «Сантос» и национальную сборную, в 1975 году Пеле подписал контракт с американским профессиональным клубом «Космос» (из Североамериканской футбольной лиги — NASL), что стало сенсацией в футбольном мире. Решение вернуться в большой спорт Пеле принял в связи с возникшими у него серьёзными денежными проблемами (из-за недобросовестных финансовых советников[2]), а также из-за стремления способствовать росту популярности в США «этой прекрасной игры» — как он нередко называет футбол. Столь же серьёзные финансовые проблемы возникали у Пеле и в середине 1960-х: после банкротства он даже был вынужден принять помощь руководства «Сантоса» на кабальных условиях. Согласно заключённому тогда трёхлетнему контракту, один год Пеле должен был отыграть в команде совершенно бесплатно. Обе цели, поставленные до приезда в США, были успешно достигнуты. Подписав контракт с «Космосом», Пеле стал самым высокооплачиваемым на тот момент спортсменом в мире. А за время его выступлений в «Космосе» посещаемость матчей по «европейскому футболу» возросла там почти в 10 раз.

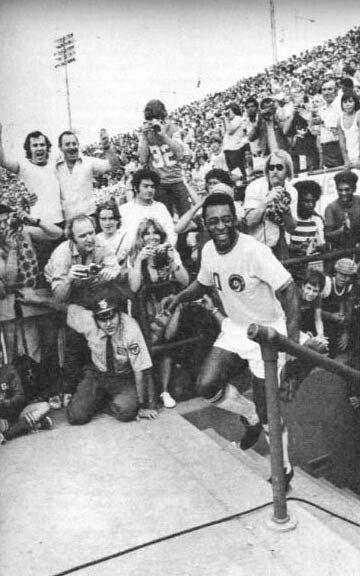
15 июня 1975 год

В 1975 году, за неделю до начала Гражданской войны в Ливане, Пеле играл в товарищеском матче с командой звёзд Ливанской футбольной лиги, забив два гола, которые не были включены в её официальный отчёт. В день игры 40 тысяч зрителей пришли на стадион рано утром.
В 1977 году Пеле стал лучшим игроком NASL.
С целью популяризации футбола в океанических государствах «Космос» вместе с Пеле провёл на Олимпийском стадионе в Санто-Доминго, столице Доминиканской Республики, товарищеский матч против гаитянской команды «Violette AC», который закончился победой американской команды со счётом 1:2.
В последний сезон игровой карьеры Пеле помог «Космосу» стать победителем NASL.

1 октября 1977 года Пеле, добавивший в свою обширную коллекцию высших наград и титулов звание чемпиона США, сыграл прощальный матч, в котором он по одному тайму сыграл за «Космос» и «Сантос», и завершил футбольную карьеру:

Я счастлив быть с вами в этот величайший момент моей жизни… Я верю, что любовь… — слезы показались на его глазах, — любовь самое важное, что есть в жизни. Если вы согласны со мной, повторите за мной это слово…

### После ухода из футбола
- В 1992 году Пеле был назначен послом ООН по вопросам экологии.
- В 1995 году Пеле был назначен министром спорта Бразилии. Пребывая на этой должности, в 1997 году он предложил проект реформирования бразильского футбола, внеся его на рассмотрение национального парламента — Пеле предлагал приравнять бразильские футбольные клубы к предприятиям, а футболистов наделить правами рабочих, чтобы зачистить команды от криминальных элементов. Предложению Пеле воспротивился президент ФИФА Жоао Авеланж, пригрозивший исключить Бразилию из ФИФА за вмешательство правительства в дела футбольной федерации[42].
- В 1998 году посвящён в рыцарь-командоры ордена Британской империи (KBE). Однако, не будучи подданным Её величества, Пеле не мог использовать приставку «сэр».
- В 1999 году Международный олимпийский комитет назвал Пеле спортсменом XX века.
- В 2000 году признан ФИФА лучшим футболистом XX века.
- Пеле назван послом ЮНЕСКО.
- Пеле опубликовал несколько автобиографий, несколько раз снимался в кино и сочинял музыку.
- Несколько раз пытался стать тренером. Два года (2006—2008) состоял в тренерском штабе «Сантоса».
- В 2011 году получил от клуба «Сантос» предложение принять участие в клубном чемпионате мира в качестве игрока[43].
- В 2014 году получил почётный «Золотой мяч ФИФА».

### Личная жизнь
Брат — Жаир (1942—2020), также играл за «Сантос»; сестра — Мария.
Первый сексуальный опыт Пеле, в возрасте 14 лет, был гомосексуальным, что в то время не считалось в окружающем его обществе предосудительным; в дальнейшем футболист придерживался гетеросексуальной ориентации.
В 1966 году Пеле женился на Роземери дос Рейс Шолби, в браке с которой у них родилось трое детей: Келли Кристину (1967), Эдсон (1970) и Женнифер (1978). В 1982 году Пеле и Роземери развелись. В 1994 году Пеле женился во второй раз, его избранницей стала Ассирия Лемос Сейшас. Впоследствии у пары родились близнецы Жошуа и Селесте, но в 2008 году и этот брак кончился разводом. В июле 2016 года женился в третий раз, на 50-летней бразильской предпринимательнице японского происхождения Марсии Сибели Аоки.
Сын Пеле Эдиньо тоже выступал за «Сантос» — вратарём.

### Болезнь и смерть
В сентябре 2021 года Пеле перенёс операцию по удалению опухоли на правой стороне толстой кишки. Хотя его старшая дочь Кели заявила, что у него «всё хорошо», через несколько дней, как сообщается, его снова госпитализировали в реанимацию, 30 сентября 2021 года выписали для начала химиотерапии.
В январе 2022 года сообщалось, что Пеле потребовался курс химиотерапии.
29 ноября 2022 года Пеле был госпитализирован с общим отёком тела, у него была обнаружена сердечная недостаточность и замечена спутанность сознания. В декабре в больнице у Пеле диагностировали респираторную инфекцию; тогда же Пеле поблагодарил всех за поддержку (на фасадах зданий в Катаре, где проходил ЧМ-2022, размещены его снимки с пожеланиями здоровья, футболисты сборной Бразилии вынесли после матча 1/8 плакат с его изображением). Вскоре стало известно, что Пеле, страдающему от рака, химиотерапия больше не помогает, эти процедуры были прекращены, экс-футболисту оказывали паллиативную помощь.
29 декабря 2022 года он скончался на 83-м году жизни после тяжёлой и продолжительной болезни в округе Морумби в Бразилии. В Бразилии был объявлен трёхдневный траур.
Прощание с футболистом прошло 2 января 2023 года на стадионе клуба «Сантос» — «Вила Белмиро». Похоронили Пеле 3 января 2023 года на вертикальном кладбище в Сантусе.

## Мастерство

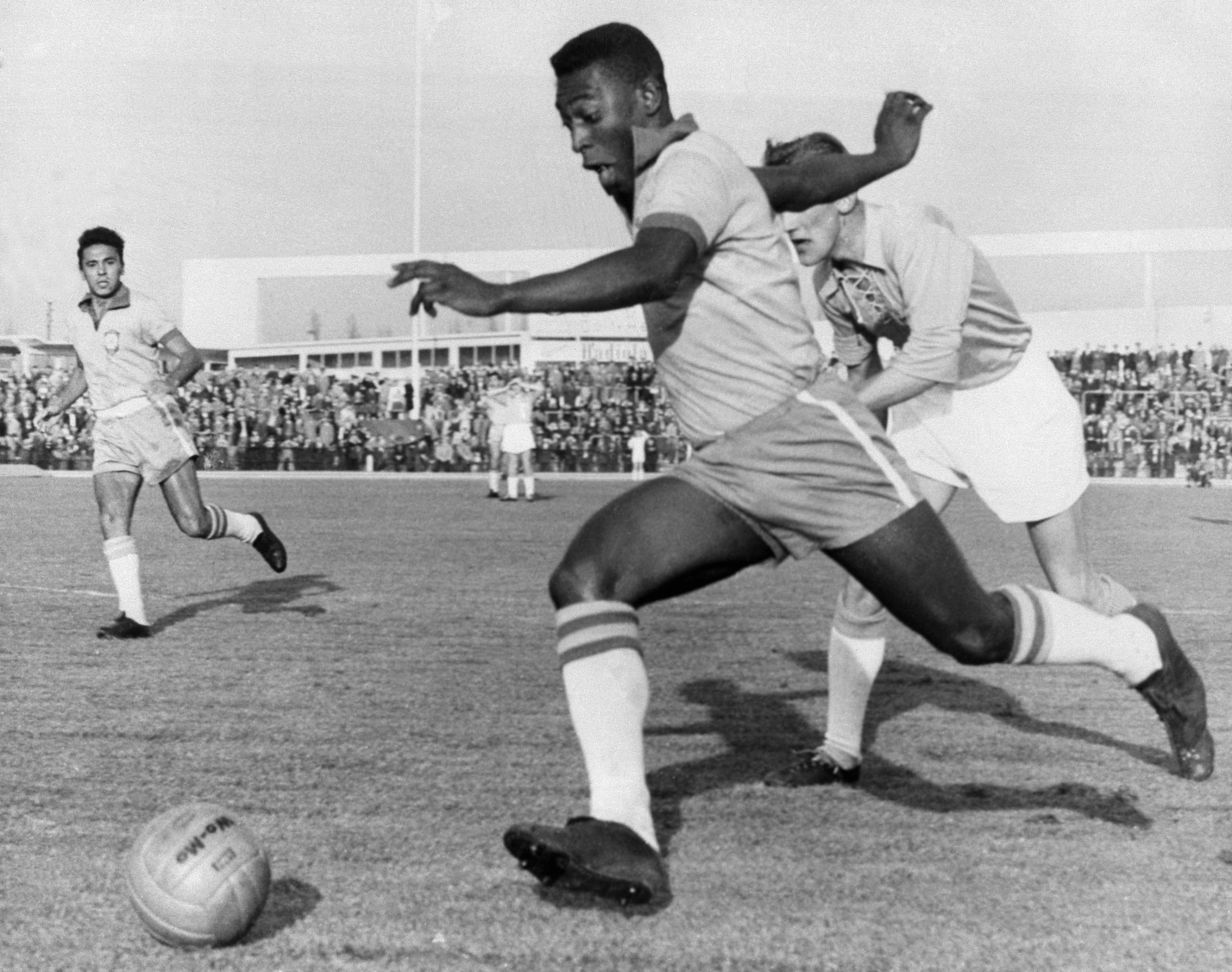
1960 год. 20-летний Пеле играет за сборную Бразилии товарищеский матч против шведского клуба «Мальмё».

Секрет мастерства Пеле кроется в его феноменальных физических данных и огромном трудолюбии. Известно, что на пике своей спортивной карьеры он пробегал 100-метровую дистанцию меньше, чем за 11 секунд, тем самым совсем немного уступая показателям профессиональных легкоатлетов-спринтеров . Проведённые в своё время специальные исследования показали также, что у Пеле очень широкий угол зрения: это позволяло ему быстро оценивать постоянно меняющуюся ситуацию на поле — и принимать оптимальное решение.
Необычайно одарённый от природы, Пеле, тем не менее, немало времени уделял отработке отдельных компонентов футбольной техники, благодаря чему он, к примеру, одинаково хорошо бил по мячу с обеих ног. Ещё одно несомненное его достоинство — великолепный дриблинг и обводка. Свойственная Пеле филигранная техника владения мячом сочеталась с большой скоростью передвижения, а многократно отработанные на тренировках приёмы — с мастерской импровизацией.
Пеле отличало также голевое чутьё, исключительная интуиция и тонкое понимание игры. Несмотря на высокое индивидуальное мастерство, Пеле всегда оставался приверженцем командной игры. «Без общих усилий победа в футболе невозможна, — говорит он. — Футбол — это команда, коллектив, а не один-два-три звёздных игрока». Пеле известен как «гроссмейстер» паса, его передачи партнёрам были точны, своевременны — и нередко ставили в тупик соперников своей нестандартностью и неожиданностью.
По мнению экспертов, в технике Пеле не было слабых мест, его специфическая манера игры во многом изменила представление о возможностях и самой сути футбола. Многие «чудеса», которые он демонстрировал на поле, стали легендарными, а гол, забитый в 1961 году в ворота «Флуминенсе» на стадионе «Маракана», — после того, как Пеле на пути от собственной штрафной в одиночку обыграл всю команду соперника, — назвали «голом столетия» и увековечили, установив на «Маракане» памятный знак.
В течение карьеры Пеле забил 1281 гол в 1363 матчах, сыгранных за «Сантос», «Космос» и национальную сборную (данная статистика учитывает, помимо официальных, также и товарищеские матчи). Самым результативным годом в его биографии стал 1959—126 голов. На счету Пеле 92 хет-трика, 30 матчей, где он забил по четыре мяча, и не менее 6 игр, в ходе которых Пеле провёл по пять голов. А в игре против «Ботафого» из Рибейран-Прету в 1964 году он забил 8 голов.
Свой юбилейный — тысячный — гол Пеле забил 19 ноября 1969 года с пенальти в матче «Сантоса» против «Васко да Гама». Министерство связи Бразилии выпустило в связи с этим почтовую марку — единственную в мире, посвящённую индивидуальному достижению отдельного футболиста. «Сантос» 19 ноября ежегодно отмечает как «День Пеле».

## Популярность

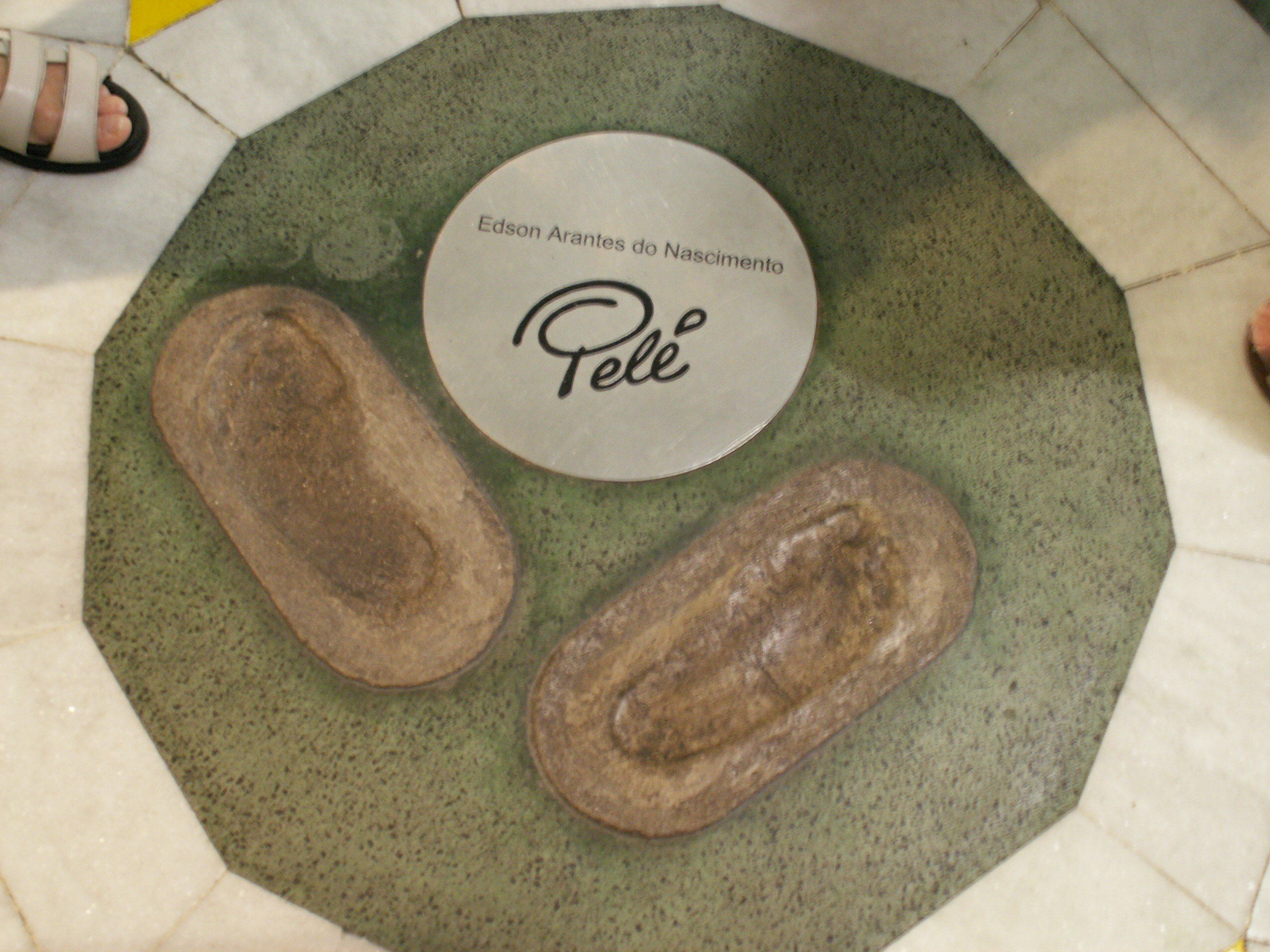
Отпечаток ног Пеле на стадионе Маракана

По условиям контракта, который хозяева «Сантоса» заключали с организаторами международных матчей, в случае неучастия Пеле в игре гонорар клуба сокращался вдвое. В ходе междоусобной войны в Нигерии в 1969 году было специально объявлено двухдневное перемирие, — по случаю товарищеского матча «Сантоса» с участием Пеле в Лагосе.

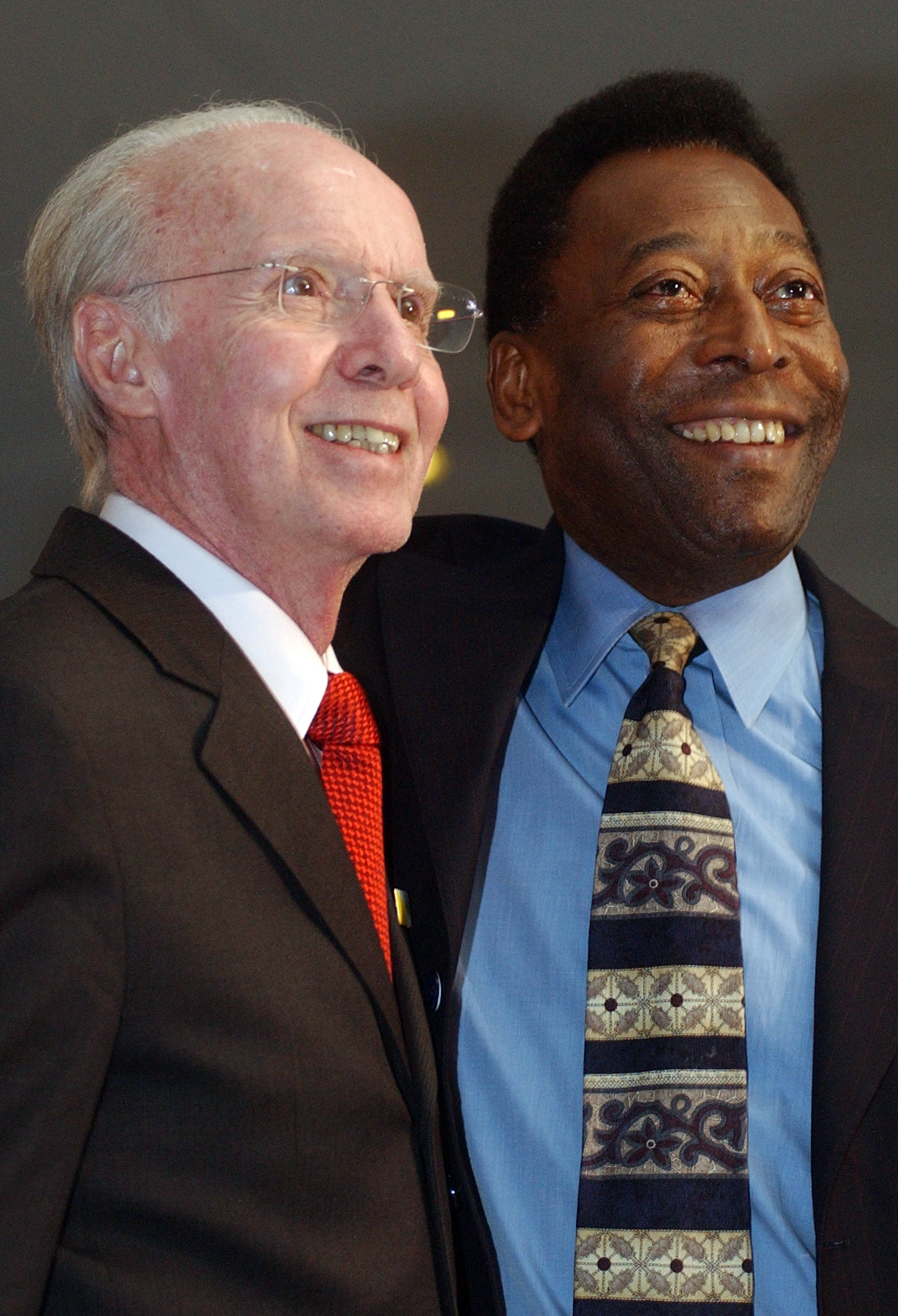
Пеле и его бывший партнёр по сборной (1958 и 1962), а также тренер (1970) Марио Загалло

Когда Пеле написал автобиографическую книгу «Я — Пеле», многие неграмотные бразильцы специально стали учиться грамоте, чтобы прочитать его мемуары. Министерство просвещения Бразилии вручило футболисту памятную золотую медаль. В 1961 году президент Бразилии Жанио Куадрос издал специальный указ, по которому Пеле провозглашался «национальным достоянием», что затрудняло футболисту переход в зарубежные клубы.
Как показали специальные опросы, проведённые в 1970-е в разных регионах мира, 95 человек из 100 знали, кто такой Пеле. По некоторым данным, ему принадлежит рекорд по количеству данных интервью и фото. Имя и имидж Пеле в разное время использовались и используются в рекламе различной продукции: от спортинвентаря и кофе до наручных часов.
В городе Масейо есть 30-тысячный стадион, названный Король Пеле.
В 1981 году Пеле снялся в фильме «Бегство к победе».

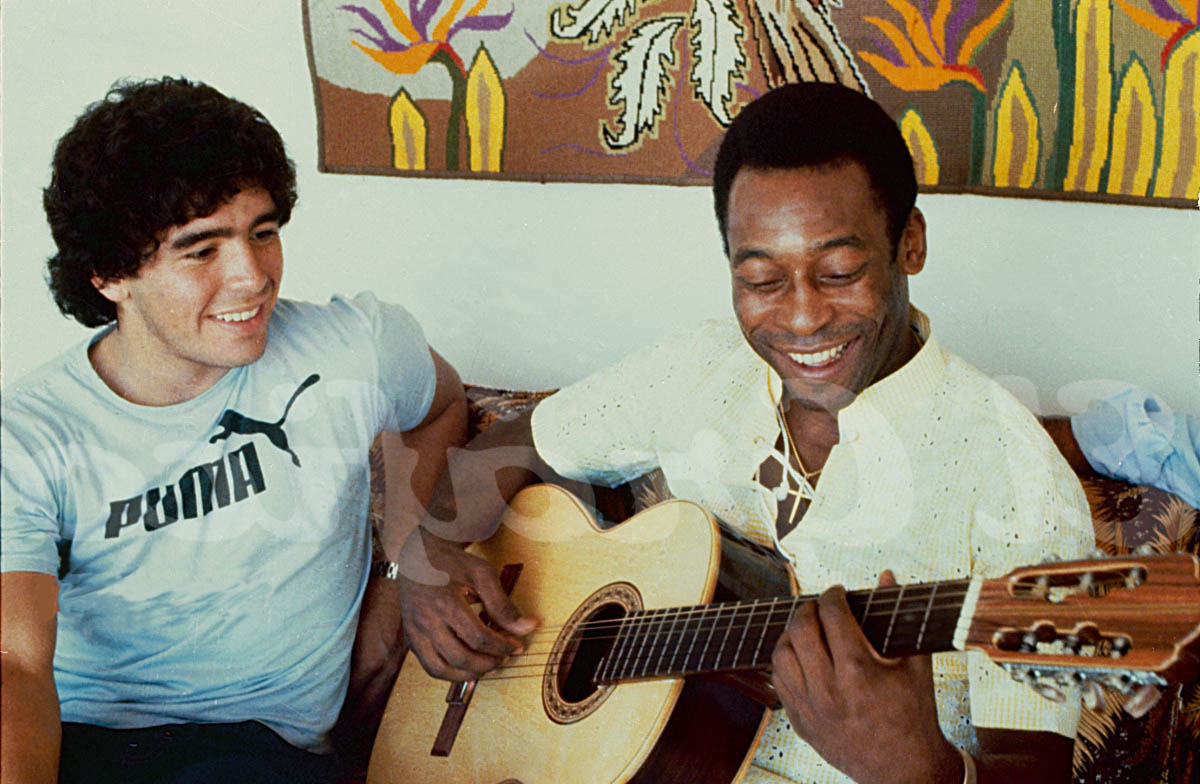
Диего Марадона и Пеле

В 1999 году МОК назвал Пеле величайшим спортсменом столетия (хотя тот ни разу не участвовал в Олимпийских играх), а ФИФА признала его лучшим футболистом наравне с Диего Марадоной (Марадона победил в интернет-голосовании, а Пеле — в голосовании профессионального жюри).
Во второй половине 1990-х исполнял обязанности министра по делам молодёжи, туризма и спорта Бразилии. Посол Доброй воли ООН и ЮНИСЕФ, пропагандист футбола и спорта в разных уголках мира. В рамках специальной образовательной программы принимал участие в создании учебного фильма для детей о футболе.

## Шутки о футбольных прогнозах
Среди футбольных болельщиков распространены шутки о том, что все предсказания Пеле по поводу исхода футбольных матчей и турниров, а также прогнозы на чемпионство команд сбывались с точностью до наоборот (то есть фаворит терпит поражение, а аутсайдер выигрывает). Это констатировал одной фразой Луис Фелипе Сколари:
«Если вы хотите выиграть титул, то послушайте его [Пеле] и сделайте всё наоборот».
В частности, Пеле предрекал победу на чемпионатах мира Колумбии в 1994 году (не вышла из группы), Испании в 1998 году (не вышла из группы), а также финал Франция—Аргентина и невыход Бразилии из группы в 2002 году (Бразилия выиграла чемпионат, а Аргентина и Франция из групп не вышли). В связи с этим в 2013 году Пеле не принял участие в жеребьёвке финального этапа чемпионата мира, опасаясь, что болельщики обвинят его в неудачной для Бразилии жеребьёвке.

## Политика
В 1970 году Бразильское военное правительство провело расследование о причастности Пеле к левому движению. Поводом для начала расследования стал факт передачи ему манифеста с призывом к освобождению политзаключённых. Однако Пеле этот манифест не подписал и в дальнейшем не принимал участия в борьбе против диктатуры.
В 1976 году Пеле был в столице Нигерии Лагосе в рамках спонсируемого компанией «Пепси» тура, когда там произошла попытка военного переворота. Футболист оказался заперт в гостинице вместе с участниками теннисного турнира Lagos Open. Затем он перебрался в резиденцию бразильского посла, и позже, когда аэропорт Лагоса возобновил работу, покинул страну в форме пилота.
Во время протестов 2013 года Пеле призывал «забыть про демонстрации» и поддержать национальную команду по футболу, и в целом придерживался консервативных взглядов, за что был впоследствии подвергнут критике.
1 июня 2022 года Пеле опубликовал в своём аккаунте в Instagram открытое письмо к президенту России Владимиру Путину, в котором призвал «остановить злое и неоправданное вторжение на территорию Украины», а также выразил солидарность с народом Украины.

## Титулы

### Клуб
- Сантос
  - Чемпион Бразилии (6)[К 3]:
    - Чемпион[К 4] Кубка Бразилии (5): 1961, 1962, 1963, 1964, 1965
    - Обладатель Кубка Робертан: 1968

  - Чемпион Лиги Паулиста (10): 1958, 1960, 1961, 1962, 1964, 1965, 1967, 1968, 1969, 1973[К 5]
  - Победитель Турнира Рио — Сан-Паулу (4): 1959, 1963, 1964[К 6], 1966
  - Обладатель Кубка Либертадорес (2): 1962, 1963
  - Обладатель Межконтинентального кубка (2): 1962, 1963
  - Обладатель Суперкубка межконтинентальных чемпионов: 1968
- Нью-Йорк Космос
  - Чемпион САФЛ: 1977

### Сборная
- Бразилия
  - Чемпионат мира:
    - Чемпион (3): 1958, 1962, 1970
    - Участник (4): 1958, 1962, 1966, 1970

  - Чемпионат Южной Америки
    - Серебряный призёр: 1959

  - Кубок Рока:
    - Победитель (2): 1957, 1963

### Личные
- Единственный трёхкратный чемпион мира в качестве действующего футболиста[78]
- 19 ноября 1969 года на стадионе «Маракана» Пеле с пенальти забил свой 1000-й гол (однако, в подробной статистике голов Пеле этот гол является уже 1006-м)[79]
- За всю свою футбольную карьеру Пеле забил 1289[79] голов в 1363 играх
- В 1959 году девятнадцатилетний Пеле только за один сезон забил 126 голов в 103 играх
- 90 раз Пеле забивал по три гола за игру, 30 раз — по четыре гола, 4 раза — по пять голов, один раз — 8 голов (21 сентября 1964 года, в ворота «Ботафого» из Рибейран-Прету)
- Футболист года в Южной Америке: 1973
- Обладатель трофея «Легенда» по версии читателей газеты «Marca»
- Входит в список ФИФА 100
- Занимает первое место в Списке величайших футболистов XX века по версии журнала World Soccer
- Спортсмен столетия по версии МОК: 1999
- Игрок столетия по версии ФИФА
- Рекордсмен Лиги Паулиста по общему количеству голов (470 или 466) и в одном сезоне (58 в 1958-м)[40]
- Лучший бомбардир в истории Межконтинентального кубка: 7 голов
- Включён в сборную чемпионатов мира всех времён: 2002
- Обладатель «Почётного Золотого мяча ФИФА»: 2013
- Лауреат Премии Президента ФИФА: 2007

## Статистика выступлений

### Клубная
| Сантос | 1956  | 0   | 0   |    |    |    |    |    |    | 0   | 0   |    |    |    |    |   |   | 0   | 0   | 2    | 2    |
| Сантос | 1957  | 29  | 36  | 9  | 5  |    |    |    |    | 38  | 41  |    |    |    |    |   |   | 38  | 41  | 67   | 57   |
| Сантос | 1958  | 38  | 58  | 8  | 8  |    |    |    |    | 46  | 66  |    |    |    |    |   |   | 46  | 66  | 60   | 80   |
| Сантос | 1959  | 32  | 45  | 7  | 6  |    |    |    |    | 39  | 51  | 4  | 2  |    |    |   |   | 43  | 53  | 83   | 100  |
| Сантос | 1960  | 30  | 33  | 3  | 0  |    |    |    |    | 33  | 33  | 0  | 0  | 0  | 0  | 0 | 0 | 33  | 33  | 67   | 59   |
| Сантос | 1961  | 26  | 47  | 7  | 8  |    |    |    |    | 33  | 55  | 5  | 7  | 0  | 0  | 0 | 0 | 38  | 62  | 74   | 110  |
| Сантос | 1962  | 26  | 37  | 0  | 0  |    |    |    |    | 26  | 37  | 5  | 2  | 4  | 4  | 2 | 5 | 37  | 48  | 50   | 62   |
| Сантос | 1963  | 19  | 22  | 8  | 14 |    |    |    |    | 27  | 36  | 4  | 8  | 4  | 5  | 1 | 2 | 36  | 51  | 52   | 67   |
| Сантос | 1964  | 21  | 34  | 4  | 3  |    |    |    |    | 25  | 37  | 6  | 7  | 0  | 0  | 0 | 0 | 31  | 44  | 47   | 57   |
| Сантос | 1965  | 30  | 49  | 7  | 5  |    |    |    |    | 37  | 54  | 4  | 2  | 7  | 8  | 0 | 0 | 48  | 64  | 66   | 97   |
| Сантос | 1966  | 14  | 13  | 0  | 0  |    |    |    |    | 14  | 13  | 5  | 2  | 0  | 0  | 0 | 0 | 19  | 15  | 38   | 31   |
| Сантос | 1967  | 18  | 17  |    |    | 14 | 9  |    |    | 32  | 26  | 0  | 0  | 0  | 0  | 0 | 0 | 32  | 26  | 65   | 56   |
| Сантос | 1968  | 21  | 17  |    |    | 17 | 11 |    |    | 38  | 28  | 0  | 0  | 0  | 0  | 0 | 0 | 38  | 28  | 73   | 55   |
| Сантос | 1969  | 25  | 26  |    |    | 12 | 12 |    |    | 37  | 38  |    |    | 0  | 0  | 0 | 0 | 37  | 38  | 61   | 57   |
| Сантос | 1970  | 15  | 7   |    |    | 13 | 4  |    |    | 28  | 11  |    |    | 0  | 0  | 0 | 0 | 28  | 11  | 54   | 47   |
| Сантос | 1971  | 19  | 8   |    |    |    |    | 21 | 1  | 40  | 9   |    |    | 0  | 0  | 0 | 0 | 40  | 9   | 72   | 29   |
| Сантос | 1972  | 20  | 9   |    |    |    |    | 16 | 5  | 36  | 14  |    |    | 0  | 0  | 0 | 0 | 36  | 14  | 74   | 50   |
| Сантос | 1973  | 19  | 11  |    |    |    |    | 30 | 19 | 49  | 30  |    |    | 0  | 0  | 0 | 0 | 49  | 30  | 66   | 52   |
| Сантос | 1974  | 10  | 1   |    |    |    |    | 17 | 9  | 27  | 10  |    |    | 0  | 0  | 0 | 0 | 27  | 10  | 49   | 19   |
| Всего  | Всего | 412 | 470 | 53 | 49 | 56 | 36 | 84 | 34 | 605 | 589 | 33 | 30 | 15 | 17 | 3 | 7 | 656 | 643 | 1120 | 1087 |

| Клуб            | Сезон | САФЛ | САФЛ | Прочие | Прочие | Всего | Всего |
| Клуб            | Сезон | Игры | Голы | Игры   | Голы   | Игры  | Голы  |
| --------------- | ----- | ---- | ---- | ------ | ------ | ----- | ----- |
| Нью-Йорк Космос | 1975  | 9    | 5    | 14     | 10     | 23    | 15    |
| Нью-Йорк Космос | 1976  | 24   | 15   | 18     | 11     | 42    | 26    |
| Нью-Йорк Космос | 1977  | 31   | 17   | 11     | 6      | 42    | 23    |
| Всего           | Всего | 64   | 37   | 43     | 27     | 107   | 64    |

### В сборной
| Бразилия |       |    |    |
| 1957     | 2     | 2  |    |
| 1958     | 7     | 9  |    |
| 1959     | 9     | 11 |    |
| 1960     | 6     | 4  |    |
| 1961     | 0     | 0  |    |
| 1962     | 8     | 8  |    |
| 1963     | 7     | 7  |    |
| 1964     | 3     | 2  |    |
| 1965     | 8     | 9  |    |
| 1966     | 9     | 5  |    |
| 1967     | 0     | 0  |    |
| 1968     | 7     | 4  |    |
| 1969     | 9     | 7  |    |
| 1970     | 15    | 8  |    |
| 1971     | 2     | 1  |    |
| Всего    | Всего | 92 | 77 |

## Фильмография
Фильмы с участием Пеле:
- Бегство к победе
- Клон

Фильмы о Пеле:
- Это Пеле[порт.] — бразильский документальный фильм 1974 года.
- Пеле навсегда — бразильский документальный фильм 2004 года.
- Пеле: Рождение легенды — американский биографический фильм 2016 года.

## Память
- В 2023 году имя Пеле включили в словарь португальского языка в Бразилии Michaelis[англ.] в качестве значения слов «лучший, исключительный, несравненный, уникальный»[80].
- В 2024 году в Бразилии был учреждён национальный праздник «День Короля Пеле», который отмечается 19 ноября — в этот день в 1969 году футболист забил тысячный гол в своей карьере[81].

## Комментарии
1. ↑  В паспорте Пеле указана дата рождения 21 октября, однако сам спортсмен считал верной дату 23 октября.
2. ↑  Пеле предположил, что это оскорбление, так как слово не имеет значения в португальском языке. В 2000-х годах он обнаружил, что на иврите так произносится «чудо» (פֶּ֫לֶא)[35]
3. ↑  С 2011 года победы в Кубке Бразилии 1959—1968 приравниваются к победам в чемпионатах Бразилии. Аналогично, Кубок Робертан приравнен к титулу чемпиона страны.
4. ↑  В Бразилии победитель Кубка страны становится не обладателем, а чемпионом Кубка.
5. ↑  В 1973 титул поделён с «Португезой».
6. ↑  В 1964 титул поделён с Ботафого.